# Macropsis flavopallida
Macropsis flavopallida är en insektsart som beskrevs av Evans 1971. Macropsis flavopallida ingår i släktet Macropsis och familjen dvärgstritar. Inga underarter finns listade i Catalogue of Life.